# Вегорітіс
Вегорітіс або Острово (грец. Λίμνη Βεγορίτιδα) — озеро в області Центральна Македонія Греції.
Озеро розташоване в північно-західній частині материкової Греції на висоті 540 метрів. Має тектонічне походження. Площа озера — 54,5 км², його довжина досягає 14,8 км, максимальна ширина — 6,9 км. Площа водозборного басейну озера складає 1853 км².
Є третім за величиною природним озером у Греції (після озер Тріхоніс та Волві). 
Озеро Вегорітіс багате рибою, відомо близько 30 видів, у тому числі короп, сиг європейський, щука звичайна і краснопірка. На берегах озера зустрічається до 200 видів птахів. Води озера використовуються для зрошення.